# Григорьев, Николай Тимофеевич

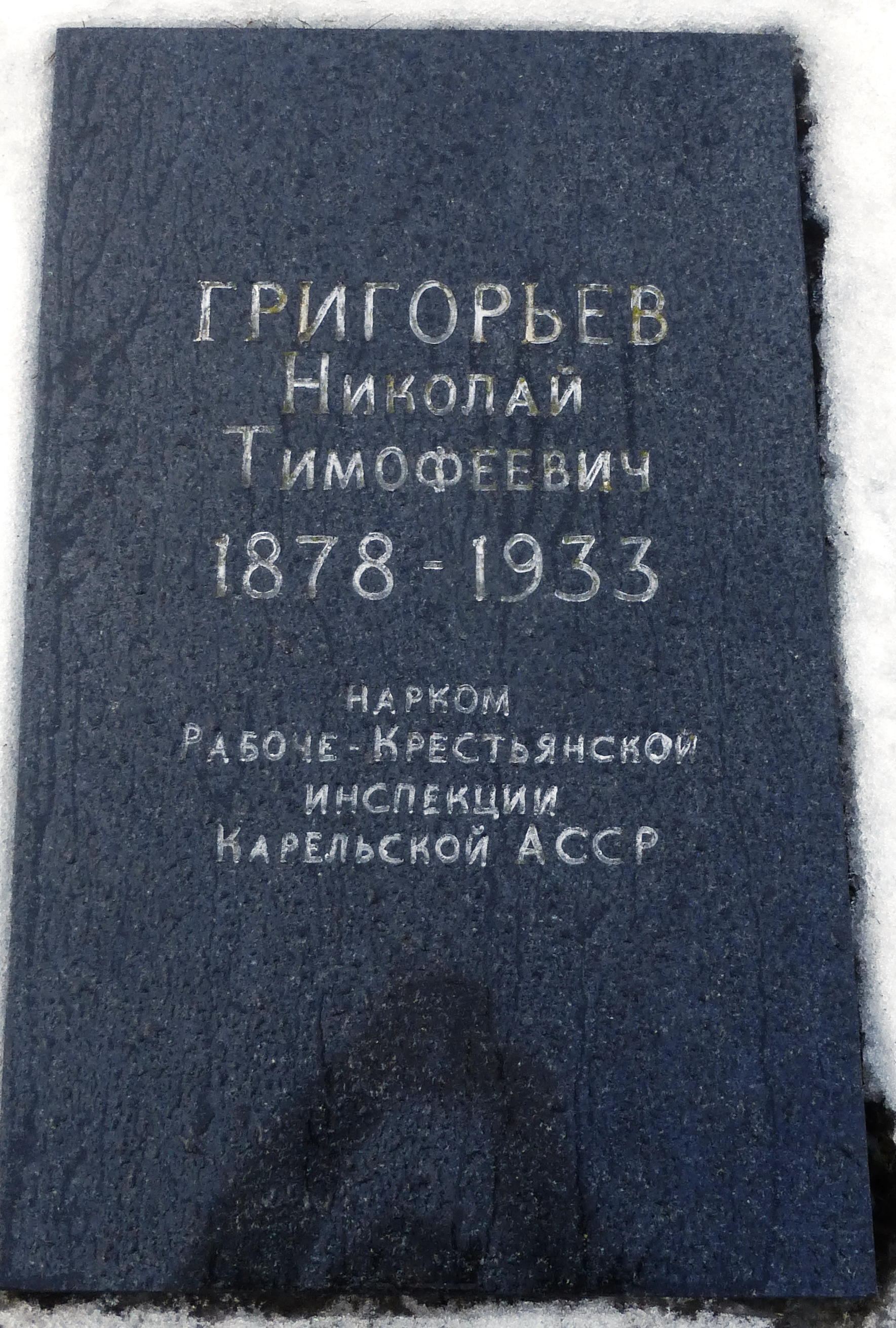
Плита на Братской могиле в Петрозаводске на пл. Ленина

Николай Тимофеевич Григо́рьев (30 апреля 1878, Петрозаводск — 5 сентября 1933, Петрозаводск, Автономная Карельская ССР) — революционер-большевик, советский политический деятель.

## Биография
В 1890 году окончил три класса церковно-приходской школы. В 12 лет нанялся мальчиком для поручений к инженеру Александровского завода в Петрозаводске.
С 1884 года работал слесарем на Александровском заводе. С 1906 года — член РСДРП, один из руководителей комитета Петрозаводской ячейки РСДРП.
В 1908—1910 годах находился в ссылке в Архангельской губернии как политически неблагонадёжный. В 1910—1914 годах проживал в Петрозаводске, избирался выборщиком члена Государственной Думы.
В 1914—1917 годах работал слесарем на заводе «Новый Лесслер» в Петрограде.
В 1917 году, вернувшись в Петрозаводск, создал большевистскую ячейку на Александровском заводе, избран руководителем заводского комитета.
В 1918 году избран в состав Олонецкого губернского исполнительного комитета, назначен губернским комиссаром труда.
Участник оборонительных боёв под Петрозаводском, политический комиссар в отряде особого назначения (1919).
С апреля 1921 года временно исполняющий должность председателя чрезвычайной комиссии (КарЧК) Карельской трудовой коммуны, председатель контрольной комиссии (1921—1926), член губернского комитета РКП(б).
Позднее был назначен народным комиссаром Рабоче-крестьянской инспекции Автономной Карельской ССР.
Скончался после тяжёлой продолжительной болезни. Похоронен в Петрозаводске на военном мемориале на площади Ленина.

## Память
В 1987 году в Петрозаводске на ул. Калинина установлен памятник Н. Т. Григорьеву.